# Мале Родне
Мале Родне (на словенски: Male Rodne) е село в Словения, Савински регион, община Рогашка Слатина. Според Националната статистическа служба на Република Словения през 2002 г. селото има 118 жители.